# 東山ドライブウェイ

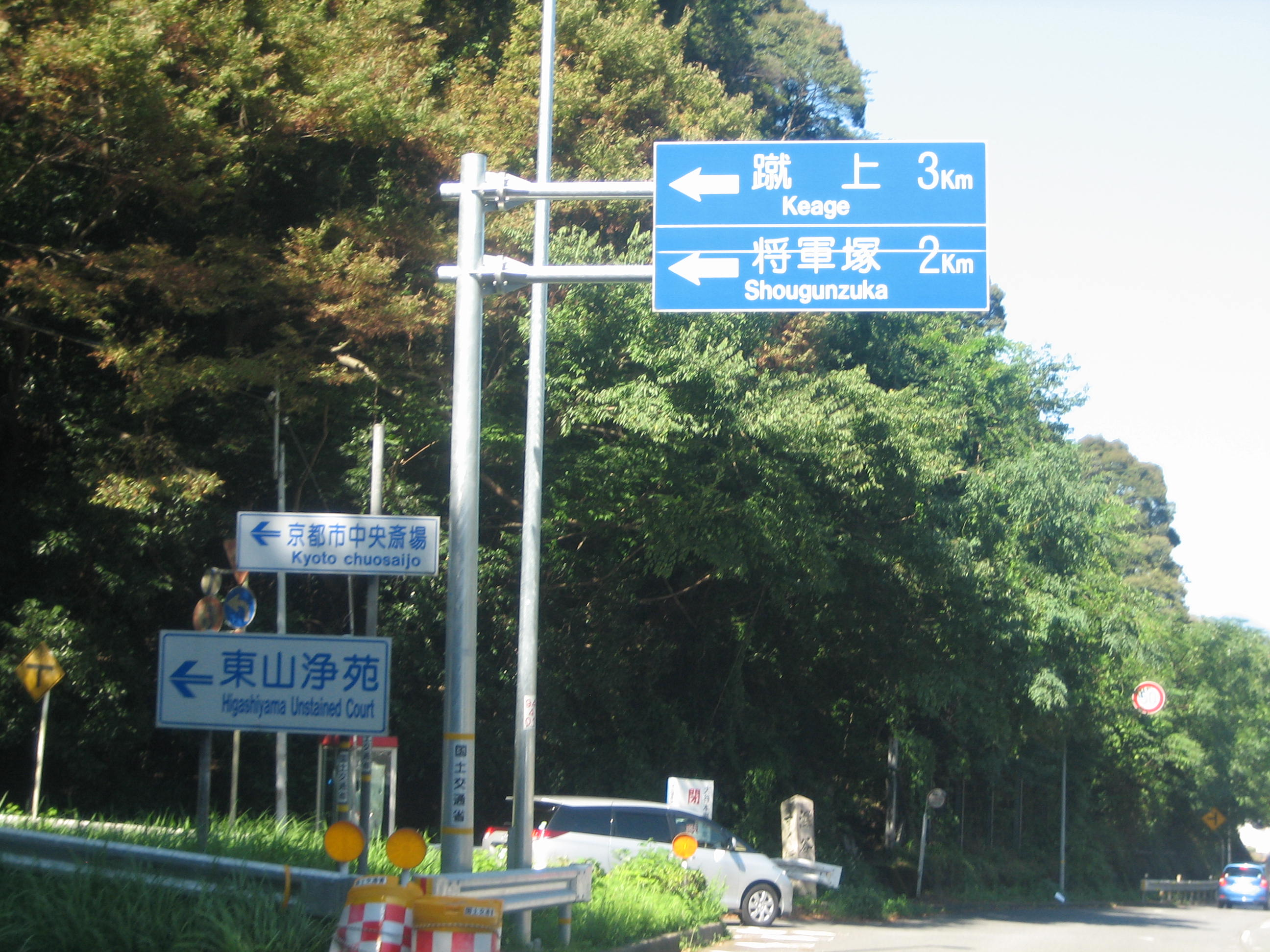
南側(国道1号)の山科方面から。

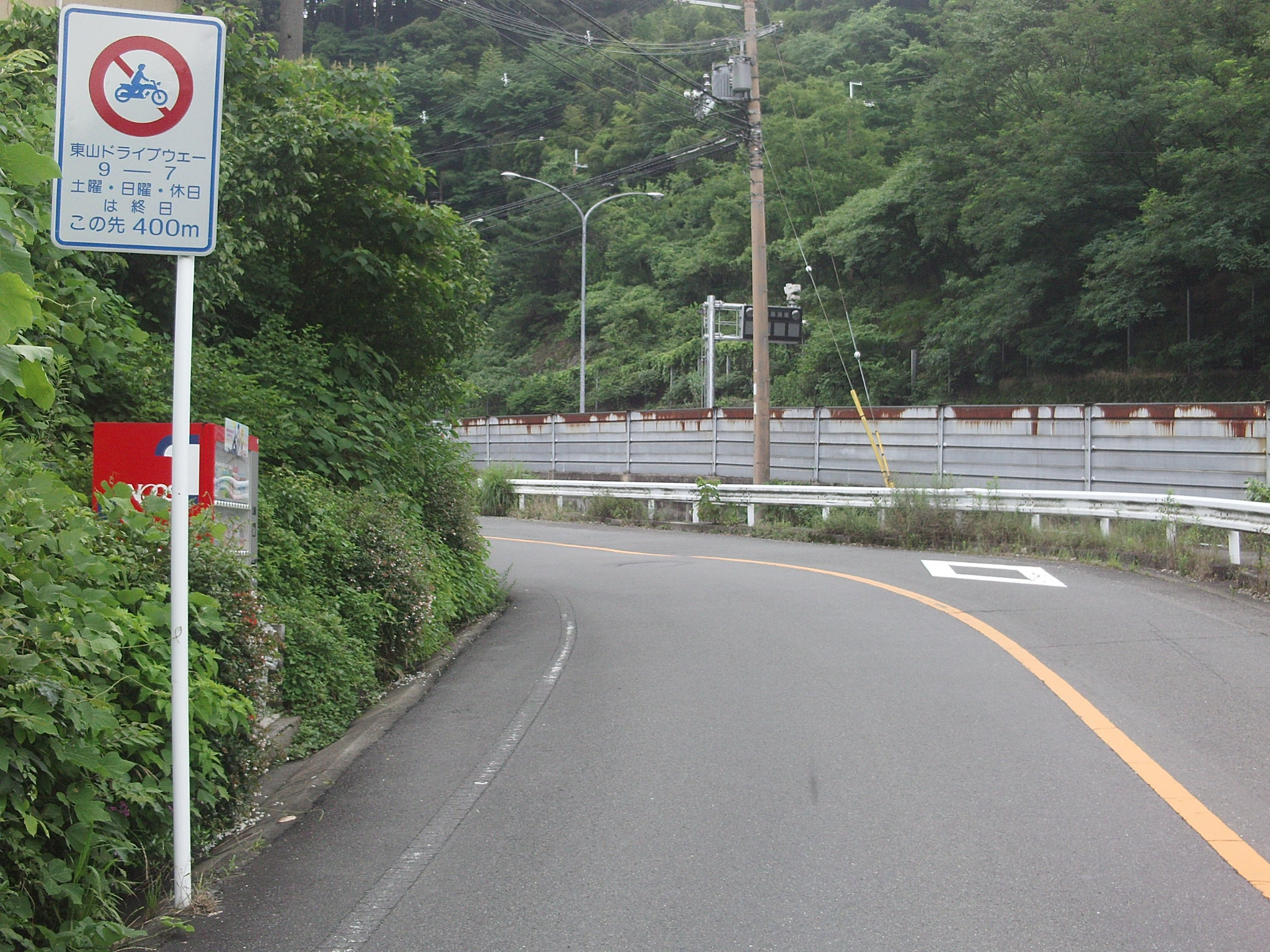
南側（渋谷街道側）から。将軍塚に向かう市道将軍塚線も含めて東山道路はオートバイに対する交通規制が実施されている。

東山ドライブウェイ（ひがしやまドライブウェイ）は、京都府京都市の東山を縦走する道路である。

## 概要

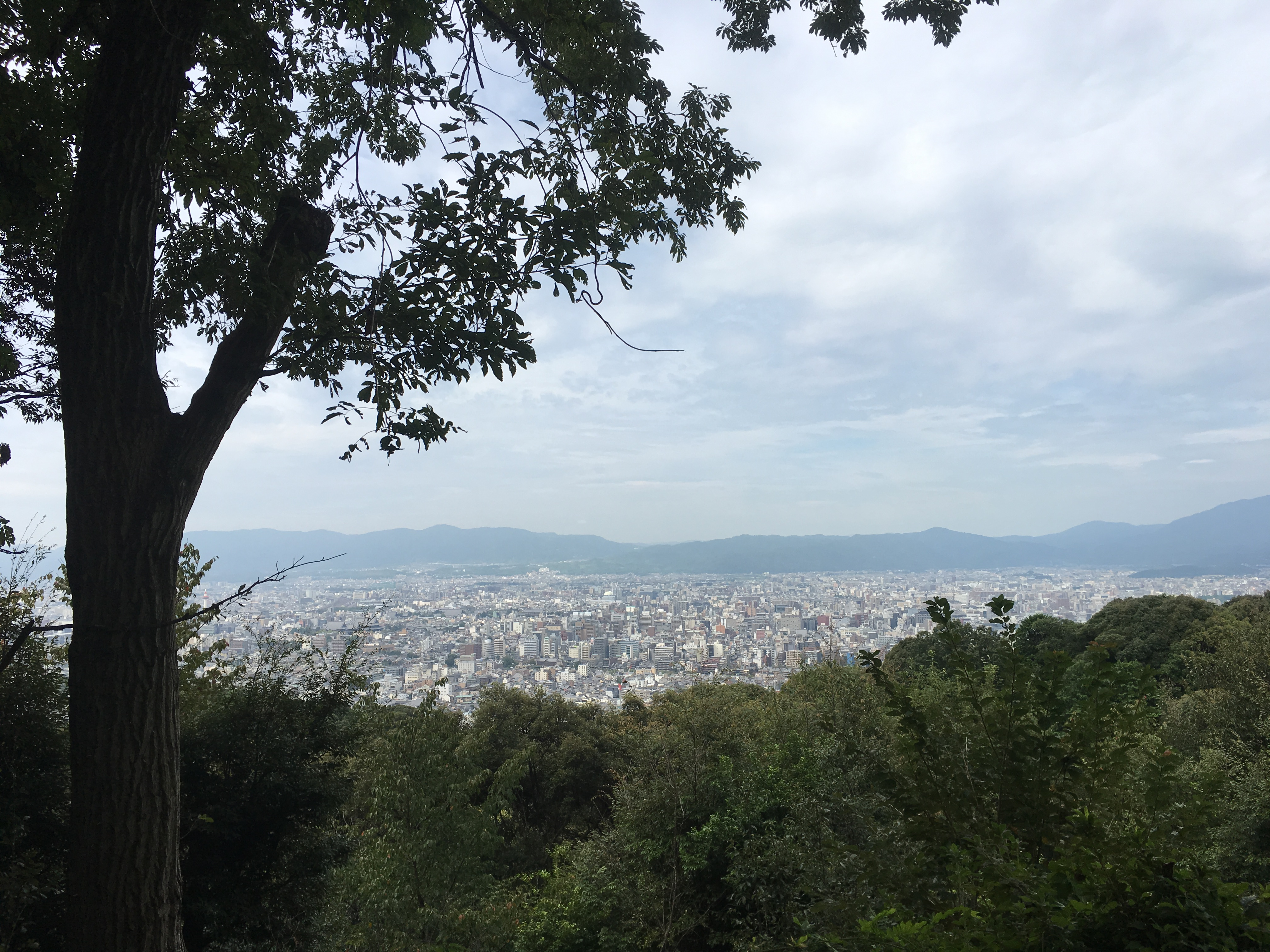
東山山頂公園展望台からの眺望　2016年9月撮影

この道路は三条通（京都府道143号四ノ宮四ツ塚線）の九条山交差点から、五条通（国道1号五条バイパス）の東山トンネルの手前に抜ける3.5 kmの道路である。1928年（昭和2年）に東海道（現、三条通）から翌年に開設される京都大学附属花山天文台まで「三間幅の自動車道路」である「花山道路」が、伏見に駐屯する工兵第十六大隊（当時の隊長は石井英橘大佐）により敷設された。1959年（昭和34年）に、花山道路を延長する形で、日本道路公団の有料道路として五条通まで開通した。その後、京都市に移管され、現在は京都市道渋谷蹴上線となり無料で通行することができる。
道路の中間には西北に上がる道が分岐しており、その上には青蓮院将軍塚大日堂と東山山頂公園がある。どちらの施設にも京都市内を一望することができる展望台が設置されている。また、有料道路時代には将軍塚付近に料金ゲートが存在した。
また、京都の葬送の地鳥辺野が近いことから、現在でも五条通の合流地点には東本願寺東山浄苑と京都市営の火葬場（京都市中央斎場）がある。
かつては京都市営バスの路線が設定されていたが、1970年ごろまでに廃止された。その後、2015年9月5日より京阪バス17号経路が開設され、路線バスの運行が再開した。

## 沿線の主な施設
- 将軍塚
- 東山山頂公園
- 阿含宗本山
- 京都大学大学院理学研究科附属花山天文台
- 清閑寺
  - 六条天皇清閑寺陵
  - 高倉天皇後清閑寺陵
- 東山浄苑
- 京都市中央斎場